# Elatostema borneense
Elatostema borneense är en nässelväxtart som beskrevs av H. Schröter. Elatostema borneense ingår i släktet Elatostema och familjen nässelväxter. Inga underarter finns listade i Catalogue of Life.